# Rozpłucie-Grabów (gromada)
Rozpłucie-Grabów – dawna gromada, czyli najmniejsza jednostka podziału terytorialnego Polskiej Rzeczypospolitej Ludowej w latach 1954–1972.
Gromady, z gromadzkimi radami narodowymi (GRN) jako organami władzy najniższego stopnia na wsi, funkcjonowały od reformy reorganizującej administrację wiejską przeprowadzonej jesienią 1954 do momentu ich zniesienia z dniem 1 stycznia 1973, tym samym wypierając organizację gminną w latach 1954–1972.
Gromadę Rozpłucie-Grabów z siedzibą GRN w Rozpłuciu-Grabowie (w obecnym brzmieniu Rozpłucie Pierwsze) utworzono – jako jedną z 8759 gromad na obszarze Polski – w powiecie lubartowskim w woj. lubelskim na mocy uchwały nr 11 WRN w Lublinie z dnia 5 października 1954. W skład jednostki weszły obszary dotychczasowych gromad Rozpłucie-Grabów, Rozpłucie, Kaniwola i Czarnylas ze zniesionej gminy Ludwin w powiecie lubartowskim oraz obszar dotychczasowej gromady Jagodno (bez kolonii Dyszczytno) ze zniesionej gminy Wola Wereszczyńska w powiecie włodawskim w tymże województwie. Dla gromady ustalono 11 członków gromadzkiej rady narodowej.
1 stycznia 1960 gromadę zniesiono, włączając jej obszar do nowo utworzonej gromady Piaseczno w tymże powiecie.